# 비틀림
비틀림(torsion) 또는 비틂은 물체에 돌림힘이 재하되어 가해졌을 때 나타나는 (변형)상태이다. 비틀림은 비틀림 각({\displaystyle \phi }) 또는 재축 방향 단위 길이 당 비틀림 각{\displaystyle \left(\theta \equiv {\frac {d\phi }{dx}}\right)}으로 측정되며, 비틀림으로 인하여 반지름 방향과 직각 방향으로 전단 응력이 발생하게 된다.
선형 탄성 재료로 된 단면 반지름 {\displaystyle r}, 극관성 모멘트 {\displaystyle I_{p}}인 원형 단면 봉이 돌림힘 {\displaystyle T}을 받을 때 발생하는 중심으로부터 반지름을 따라 잰 거리 {\displaystyle \rho }에 위치한 지점에서의 전단 응력은 다음과 같다.
{\displaystyle \tau ={\rho  \over r}\tau _{max}={T\rho  \over I_{p}}}
재료의 전단 탄성 계수가 {\displaystyle G}이고, 부재의 길이가 {\displaystyle L}일 때, 비틀림 각은 다음과 같다.
{\displaystyle \phi _{}={TL \over GI_{p}}}

## 비틀림 상수
비틀림 각은 비틀림 상수 {\displaystyle J}를 도입하여 다음과 같이 나타낼 수도 있다.
{\displaystyle \phi _{}={TL \over GJ}}
여기서 비틀림 상수는 다음과 같이 주어진다.
- 중실원형단면의 지름 {\displaystyle d}({\displaystyle =2r}, {\displaystyle r}은 반지름)일 때,

{\displaystyle J=I_{p}={\pi  \over 2}r^{4}={\pi  \over 2}({d \over 2})^{4}={\pi  \over 32}d^{4}}
- 중공원환단면의 바깥쪽 지름 {\displaystyle d_{o}}, 안쪽 지름 {\displaystyle d_{i}}일 때,

{\displaystyle J=I_{p}={\pi  \over 32}\left(d_{o}^{4}-d_{i}^{4}\right)}
- 얇은 두께의 관의 벽면 평균 중심선의 길이 {\displaystyle L_{m}}, 벽면 중심선에 연한 벽면 두께 {\displaystyle t}, 벽면의 평균 중심선 안쪽의 면적 {\displaystyle A_{m}}일 때,

{\displaystyle J={\frac {4A_{m}^{2}}{\int _{0}^{L_{m}}{\frac {ds}{t}}}}}
- 벽면 중심선에 연하여 두께가 일정한 경우

{\displaystyle J={\frac {4tA_{m}^{2}}{L_{m}}}}

## 비틀림 변형 에너지
비틀림이 부재에 저장되는 탄성 변형 에너지는
{\displaystyle U={\frac {T^{2}L}{2GJ}}}

## 같이 보기
- 돌림힘
- 단진동

## 참고 문헌
- Gere & Timoshenko (1997). Mechanics of Materials, 4th edition, PWS Publishing Company, pp. 187-241

1. ↑  (우리말샘)재하^속도(載荷速度)
재하^속도 「001」『공학 일반』하중 시험에서, 하중의 크기가 시간에 따라 변화한 비율.